# Nicolás Gonzalez Pérez
Nicolás Gonzalez Pérez CMF (ur. 3 lutego 1869 w La Nuez de Arriba, zm. 23 marca 1935) – hiszpański duchowny rzymskokatolicki, klaretyn, misjonarz, wikariusz apostolski Fernando Poo.

## Biografia
6 sierpnia 1893 otrzymał święcenia prezbiteriatu i został kapłanem Zgromadzenia Misjonarzy Synów Niepokalanego Serca Błogosławionej Maryi Dziewicy.
24 sierpnia 1918 papież Benedykt XV mianował go wikariuszem apostolskim Fernando Poo oraz biskupem tytularnym ionopolitańskim. 30 listopada 1918 przyjął sakrę biskupią z rąk nuncjusza apostolskiego w Hiszpanii abpa Francesco Ragonesiego. Współkonsekratorami byli biskup madrycki Prudencio Melo y Alcalde oraz biskup Sigüenzy Eustaquio Nieto y Martín.